# HD 140913
HD 140913 ist ein etwa 156 Lichtjahre von der Erde entfernter Hauptreihenstern der Spektralklasse G0 im Sternbild Nördliche Krone. Er ist mit einer scheinbaren Helligkeit von 8,08 mag mit bloßem Auge auch unter optimalen Beobachtungsbedingungen nicht mehr zu sehen. Der Zentralstern wird von einem spektroskopischen Begleiter umrundet, bei dem es sich um einen kühlen Stern oder einen Braunen Zwerg handeln könnte.

## Spektroskopischer Begleiter
Ein spektroskopischer Begleiter befindet sich in einem Orbit der Exzentrizität 0,61 ± 0,03 um den Zentralstern. Die Umlaufperiode beträgt (147,96 ± 0,06) Tage. Die Masse des Begleiters wird auf (0,17 ± 0,07) M☉ geschätzt.